# Фан Янцяо
Фан Янцяо (18 січня 1989) — китайська плавчиня.
Учасниця Олімпійських Ігор 2008 року.